# Fusió de deuteri

Diagrama de fusió deuteri-triti

La fusió de deuteri, també anomenada crema de deuteri, és una reacció de fusió nuclear que es produeix a les estrelles i alguns objectes subestel·lars, en la qual un nucli de deuteri i un protó es combinen per formar un nucli d'heli-3. Es produeix com la segona etapa de la reacció en cadena protó-protó, en la qual un nucli de deuteri format per dos protons es fusiona amb un altre protó, però també pot procedir del deuteri primordial.

## En protoestrelles
El deuteri és el nucli de fusió més fàcil disponible per a les protoestrelles en acreció, i aquesta fusió al centre de les protoestrelles pot procedir quan les temperatures superen els 106 K. La velocitat de reacció és tan sensible a la temperatura que la temperatura no puja gaire per sobre d'aquesta. L'energia generada per la fusió impulsa la convecció, que transporta la calor generada a la superfície.
Si no hi hagués deuteri disponible per fusionar-se, aleshores les estrelles guanyarien significativament menys massa en la fase prèvia a la seqüència principal, ja que l'objecte col·lapsaria més ràpidament i es produiria una fusió d'hidrogen més intensa i impediria que l'objecte acrecés matèria. La fusió de deuteri permet una major acumulació de massa actuant com un termòstat que impedeix temporalment que la temperatura central augmenti per sobre d'un milió de graus, una temperatura no prou alta per a la fusió d'hidrogen, però que permet l'acumulació de més massa. Quan el mecanisme de transport d'energia passa de convectiu a radiatiu, el transport d'energia s'alenteix, permetent que la temperatura augmenti i la fusió d'hidrogen es faci càrrec d'una manera estable i sostinguda. La fusió d'hidrogen començarà a 107 K.
La velocitat de generació d'energia és proporcional a (concentració de deuteri)×(densitat)×(temperatura)11,8. Si el nucli es troba en un estat estable, la generació d'energia serà constant. Si una variable de l'equació augmenta, les altres dues han de disminuir per mantenir constant la generació d'energia. A mesura que la temperatura s'eleva a la potència d'11,8, caldria canvis molt grans en la concentració de deuteri o en la seva densitat per provocar fins i tot un petit canvi de temperatura. La concentració de deuteri reflecteix el fet que els gasos són una barreja d'hidrogen ordinari i heli i deuteri.
La massa que envolta la zona radiativa és encara rica en deuteri, i la fusió del deuteri es produeix en una closca cada cop més fina que es mou gradualment cap a l'exterior a mesura que creix el nucli radiatiu de l'estrella. La generació d'energia nuclear en aquestes regions exteriors de baixa densitat fa que la protoestrella s'infle, retardant la contracció gravitatòria de l'objecte i posposant la seva arribada a la seqüència principal. L'energia total disponible per la fusió del deuteri és comparable a l'alliberada per la contracció gravitatòria.
A causa de l'escassetat de deuteri a l'Univers, el subministrament d'una protoestrella és limitat. Després d'uns quants milions d'anys, s'haurà consumit completament.

## En objectes substel·lars
La fusió d'hidrogen requereix temperatures i pressions molt més altes que la fusió de deuteri, per tant, hi ha objectes prou massius per cremar deuteri però no prou massius per cremar hidrogen. Aquests objectes s'anomenen nanes marrons, i tenen masses entre unes 13 i 80 vegades la massa de Júpiter. Les nanes marrons poden brillar durant cent milions d'anys abans que el seu subministrament de deuteri es cremi.

## En planetes
S'ha demostrat que la fusió de deuteri també hauria de ser possible als planetes. El llindar de massa per a l'inici de la fusió de deuteri sobre els nuclis sòlids també és d'aproximadament 13 masses de Júpiter (1 MJ = 1,889×1027 kg).